# 11040 Вундт
11040 Вундт (11040 Wundt) — астероїд головного поясу, відкритий 3 вересня 1989 року.
Тіссеранів параметр щодо Юпітера — 3,607.